# Thunar (файловий менеджер)
Thunar — навігаційний файловий менеджер для середовища робочого столу Xfce, який вийшов на заміну застарілому xffm у версії Xfce 4.4. Інтерфейс Thunar дуже схожий на інтерфейс Nautilus — стандартного файлового менеджера середовища GNOME — чи інтерфейс Dolphin з KDE. Thunar розробляється з розрахунком на високу продуктивність і зручність у користуванні.

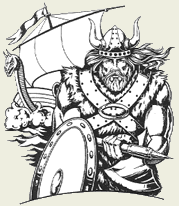
Зображення з діалогу «Про Thunar»

Свою назву отримав на честь скандинавського бога Тора.